# Heinz Peischl
Heinz Peischl, né le 9 décembre 1963 à Ollersdorf im Burgenland, est un footballeur international autrichien évoluant au poste de défenseur. 
Entre 1984-1985 et 1994-1995, il évolue 10 saisons en 1re division autrichienne et connaît 3 sélections en équipe nationale. Il se reconvertit ensuite au poste d'entraîneur et officie dans son pays natal ainsi qu'en Suisse. De mars 2009 à décembre 2010, il est l'entraîneur adjoint de Dietmar Constantini, le sélectionneur de l'équipe d'Autriche de football puis il quitte son poste pour devenir l'actuel directeur sportif du club suisse du FC Saint-Gall ; club dans lequel il a entraîné de 2003 à 2005.

## Biographie

### Joueur
Le joueur commence sa carrière professionnelle lors de la saison 1984-1985 dans le club du SC Eisenstadt puis l'année suivante il signe au FC Swarovski Tirol où il reste jusqu'au terme de la saison 1991-1992. C'est durant cette période qu'il connaît ses meilleures performances sportives en glanant 2 titres de champion national en 1989 et 1990 ainsi qu'une coupe d'Autriche en 1989. Ces deux titres de champion permettent au club tirolien de disputer la Coupe des clubs champions européens 1989-1990 puis la Coupe des clubs champions européens 1990-1991 et Heinz Peischl y dispute 5 matchs au total. C'est également durant cette période que le joueur connaît ses 3 sélections en équipe d'Autriche dont 2 comptant pour la phase qualificative à l'Euro 1992. 
À la suite de la disparition du Swarovski Tirol en 1992, il s'engage pour le FC Stahl Linz et y évolue durant la saison 1992-1993. Les sources concernant sa saison 1993-1994 ne coïncident pas et il est probablement lié au club liechtensteinois du FC Schaan avec lequel il ne disputerait aucun match. Puis il rejoint le FC Tirol Innsbruck de juillet 1994 à janvier 1995 ainsi que le Wiener Neustädter SC (2e division) de janvier 1995 à juin 1995.

### Encadrement technique
À la fin de cette saison 1994-1995 où il met un terme à sa carrière de joueur, Heinz Peischl occupe le poste d'entraîneur adjoint durant les saisons 1995-1996 et 1996-1997 dans son « club de cœur », le FC Tirol Innsbruck (ex-Swarovski Tirol). Il est promu entraîneur pour la saison suivante (1997-1998) puis est limogé en octobre 1997.
Il ne revient aux commandes d'un club qu'en janvier 2001 et entraîne le club suisse du FC Wil jusqu'en décembre 2002. Sa présence s'étalonne ainsi sur les 3 saisons 2000-2001, 2001-2002 et 2002-2003 dont seule 2001-2002 est une saison pleine et il parvient à faire remonter le club en 1re division suisse durant celle-ci puisque le club est sacré champion de 2e division. Il dispute ainsi la première partie de saison en division 1 puis lors du mercato hivernal il rejoint le FC Saint-Gall, également pensionnaire de l'élite. En avril 2005, il quitte le club puis connaît de nouveau une période sans fonction avant de signer au FC Thoune en février 2006 et d'y rester jusqu'en mars 2007.
Il rejoint son pays natal en décembre 2007 en supervisant l'équipe du SK Schwadorf, promu en 2e division autrichienne, et y reste jusqu'au terme de la saison. Il s'engage pour la saison 2008-2009 sur le banc de l'Admira Wacker mais n'y reste qu'un mois à cause de mauvais résultats.
De mars 2009 à décembre 2010, il devient l'entraîneur adjoint de Dietmar Constantini, le sélectionneur de l'équipe d'Autriche de football puis il quitte son poste pour devenir l'actuel directeur sportif du club suisse du FC Saint-Gall.

## Palmarès
| - FC Swarovski Tirol - Championnat d'Autriche (2) - Vainqueur : 1989, 1990. - Coupe d'Autriche (1) - Vainqueur : 1989. |  | - FC Wil (entraîneur) - Championnat de Suisse D2 (1) - Vainqueur : 2002. |